# Лазарев, Егор Иванович
Его́р Ива́нович Ла́зарев (1906 — 1943) — сержант Рабоче-крестьянской Красной Армии, участник Великой Отечественной войны, Герой Советского Союза (1943).

## Биография
Егор Лазарев родился 15 апреля 1906 года в селе Долгуша (ныне — Долгоруковский район Липецкой области). Окончил начальную школу. До призыва в армию проживал и работал в Колпнянском районе Орловской области. В 1943 году Лазарев был призван на службу в Рабоче-крестьянскую Красную Армию. К сентябрю 1943 года сержант Егор Лазарев командовал сапёрным отделением 229-го стрелкового полка 8-й стрелковой дивизии 13-й армии Центрального фронта. Отличился во время освобождения Украинской ССР.
В сентябре 1943 года отделение Лазарева активно участвовало в форсировании Десны в районе села Оболонь Коропского района Черниговской области (11 сентября) и Припяти в районе села Кошевка Чернобыльского района Киевской области (25 сентября), переправляя полковые подразделения и обезвреживая минные поля перед позициями противника. В период с июня по сентябрь 1943 года отделение успешно обезвредило около 750 мин различных систем. 14 октября 1943 года Лазарев погиб в бою. Похоронен в районе посёлка Янов (ныне — Чернобыльская зона отчуждения в Киевской области Украины).
Указом Президиума Верховного Совета СССР от 16 октября 1943 года сержант Егор Лазарев посмертно был удостоен высокого звания Героя Советского Союза. Также был награждён орденом Ленина и медалью.
Имя сержанта присвоено улице Припяти.